# Венко Евтимов
Венко Евтимов Евтимов е български поет, журналист, издател и драматург.

## Биография
Роден е на 18 август 1955 година в Петрич в семейството на поета Евтим Евтимов и учителката Снежана Илиева. Започва да пише поезия като баща си, като освен това е издател и твори драматургия, проза и е редактор на едни от първите независим вестници в България. В периода 1986 - 1990 година е заместник главен редактор на вестник „Септемврийче“. Автор е на стихосбирките „Подмолни думи“, „Доверие в среднощ“, „Молекулна любов“ и други.
През 2023 година е удостоен с наградата на Съюза на българските писатели „Георги Джагаров“.